# Del Rio (Kalifornija)
Del Rio je naseljeno područje za statističke svrhe u američkoj saveznoj državi Kalifornija. Prema popisu stanovništva iz 2010. u njemu je živjelo 1,270 stanovnika.